# Ojbotas z Dyme

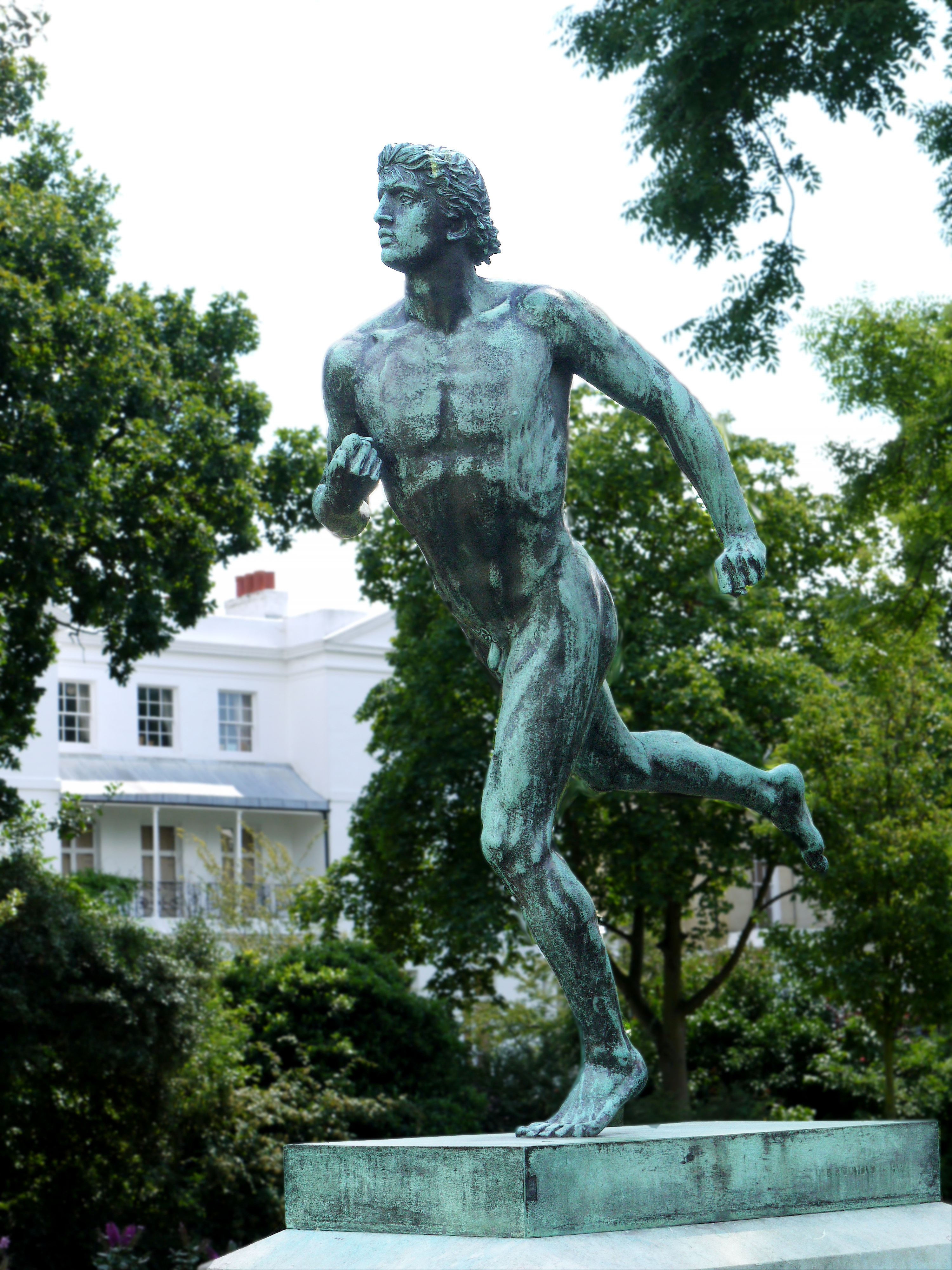
Posąg greckiego biegacza autorstwa Williama Blake’a Richmonda na St Peter's Square w Hammersmith, w Londynie

Ojbotas (gr. Οἰβώτας) – starożytny grecki biegacz żyjący w VIII wieku p.n.e., olimpijczyk.
Syn Ojniasa, pochodził z miasta Dyme. Podczas szóstej olimpiady (756 r. p.n.e.) odniósł zwycięstwo w biegu na stadion. Został tym samym pierwszym Achajem, który zwyciężył na igrzyskach olimpijskich.
Zgodnie z tradycją zanotowaną przez Pauzaniasza Ojbotas nie otrzymał od swoich rodaków żadnego wyróżnienia za odniesione zwycięstwo i rzucił wówczas na nich klątwę, prosząc bogów, by odtąd żaden Achaj nie odnosił zwycięstwa w Olimpii. Przekleństwo trwało przez trzy stulecia. Dopiero gdy za radą wyroczni delfickiej wystawiono Ojbotasowi posągi w Olimpii i ojczystym Dyme, podczas osiemdziesiątej olimpiady (460 r. p.n.e.) Sostratos z Pelleny zwyciężył w biegu na stadion chłopców. Od tego czasu przyjęło się, że achajscy zawodnicy każdorazowo składali przed zawodami ofiarę przed posągiem Ojbotasa.